# Аврелии
Авре́лии (лат. Aurelii, от лат. aureus — «золотой») — известный плебейский римский род. Мужская форма имени — Аврелий (Aurelius), а женская — Аврелия (Aurelia).

## Известные носители
- Аврелия — мать Гая Юлия Цезаря;
- Гай Аврелий Котта:[править]  -  Гай Аврелий Котта (консул 252 года до н. э.)
  -  Гай Аврелий Котта (легат)
  -  Гай Аврелий Котта (консул 200 года до н. э.)
  -  Гай Аврелий Котта (консул 75 года до н. э.)
- Луций Аврелий Галл:[править]  -  Луций Аврелий Галл — консул-суффект 146 года.
  -  Луций Аврелий Галл — консул 174 года.
  -  Луций Аврелий Галл — консул 198 года, сын консула 174 года, наместник провинции Нижняя Мёзия (201—204).
- Луций Аврелий Котта:[править]  -  Луций Аврелий Котта — консул 144 года до н. э.
  -  Луций Аврелий Котта — консул 119 года до н. э.
  -  Луций Аврелий Котта — народный трибун 103 года до н. э.
  -  Луций Аврелий Котта — консул 65 года до н. э.
- Луций Аврелий Орест:[править]  -  Луций Аврелий Орест — консул 157 года до н. э.
  -  Луций Аврелий Орест — консул 126 года до н. э.
  -  Луций Аврелий Орест — консул 103 года до н. э.
- Аврелия Орестилла (ум. после 63 до н. э.), римская матрона, супруга Луция Сергия Катилины;
- Марк Аврелий Котта — консул в 74 году до н. э.;
- Аврелиан (ум. после 54 до н. э[2].), друг Тита Помпония Аттика. Возможно, публикан в Бутроте (Эпир[3]);
- Тит Аврелий Фульв:[править]  -  Тит Аврелий Фульв (консул 85 года)
  -  Тит Аврелий Фульв (консул 89 года)
- Антонин Пий — император в 138—161 гг.;
- Луций Аврелий Вер — император (161—169) с Марком Аврелием Антонином;
- Марк Аврелий Антонин, он же Марк Аврелий — один из «пяти хороших императоров» (161—180);
- Марк Аврелий Коммод — сын предыдущего, император в 180—193;
- Луцилла (ум. 7 марта 148) — сестра предыдущего;
- Анния Аврелия Фадила (159—192) — старшая дочь Марка Аврелия;
- Вибия Аврелия Сабина (170—217) — младшая дочь Марка Аврелия и Фаустины Младшей;
- Аврелиан — римский император в 270—275 гг.;
- Секст Аврелий Виктор — историк, консул 369 года.